# Sundsøre
Sundsøre er et færgeleje og en bebyggelse ved Sundgården i Thise Sogn i Salling. Færgelejet ligger ved den 800 m lange landtange Hvalp Hage, der strækker sig ud i Hvalpsund - det smalle, dybe sund i Limfjorden mellem Risgårde Bredning mod nord og Skive Fjord mod syd. Tidligere blev dette farvand også kaldt Østersund (lokal udtale: æ Øøstersuknd).
Sundsøre har givet navn til Sundsøre Kommune, der ved kommunalreformen i 2007 kom med i Skive Kommune.
Ved færgelejet ligger Sundsøre Kro, der i 1993 skiftede navn til Sundsørehus. Sundsøre Lystbådehavn lige nord for færgelejet blev anlagt 1995-2005.
Fra Sundsøre er der færgeforbindelse over sundet til byen Hvalpsund i Himmerland. Overfarten tager 10 minutter.

## Historie

### Nørre Salling Jernbane
I 1913 fremkom der forslag om en Nørre Salling Jernbane fra Fur-færgens anlægsbro ved Branden til Jebjerg eller Lyby på Sallingbanen (Skive-Glyngøre). Banen skulle slå et stort sving ud til Sallings østkyst, så der fra Børstinggård kunne anlægges sidespor til Sundsøre. Her havde der været færgefart over Hvalpsund med robåde siden 1500-tallet. Og på den anden side af sundet havde byen Hvalpsund fået jernbaneforbindelse med Aalborg-Hvalpsund Jernbane i 1910.
Jernbanen Branden-Sundsøre-Jebjerg/Lyby kom med i den store jernbanelov fra 1918. Jernbanekommissionen fra 1923, som skulle vurdere lovens projekter, frarådede dog at anlægge denne bane, men henviste til, at Hvalpsundbanen var ved at etablere en jernbanefærgerute Hvalpsund-Sundsøre.

### Jernbanefærgen
25. maj 1927 blev færgeruten og "stationen" i Sundsøre sat i drift. Mellem Sundsøre og Roslev Station på Sallingbanen blev der etableret en bilrute, som Hvalpsundbanen gav tilskud til.
Færgen fik hjemsted i Sundsøre, hvilket havde to fordele: færgepersonalet kunne ekspedere godset i Sundsøre, og færgen kunne ligge i læ for vestenvinden bag Hvalp Hage. Der blev opført to funktionærboliger, en til kaptajnen og en til to andre familier.
Stationen i Sundsøre bestod af 270 m spor med færgeleje, omløbsspor, kvægrampe og et pakhus med ventesal i østenden nærmest ved færgelejet. Der var ikke rangertraktor i Sundsøre. Vognene blev trukket i land af et elektrisk spil, som også drev en stålwire, der var fast monteret på stolper og ruller langs begge spor, så man med en klokobling kunne trække en vogn rundt på hele sporanlægget. I 1930'erne blev der opført et privat pakhus længere mod vest.
I 1927 blev der overført 320 godsvogne og frem til 2. Verdenskrig årligt ca. 750, men efter krigen overtog lastbilerne hurtigt trafikken. I 1955 blev der overført 70 godsvogne, i 1963 kun 2 og i 1967 ingen. Banen ville også helst undgå besværet med godsvogne i Sundsøre, så den gav gratis transport med færgen til vognmænd fra Salling, hvis de læssede i Hvalpsund!

### Nedlæggelsen
Med nedlæggelsen af Hvalpsundbanen 31. marts 1969 ophørte overførslen af jernbanevogne. Sporene blev hurtigt fjernet, det private pakhus blev revet ned i 1975 og spilhuset i 1976. Banens pakhus blev overtaget af Sundsøre Kommune, men forfaldt indtil det i 1999 blev reddet af en gruppe borgere, som har restaureret det. Der er nu udstilling i den gamle ventesal, sporene er retableret og der står tidstypiske godsvogne på dem.

### Færgeriet
Færgeriet blev overtaget af Farsø og Sundsøre kommuner, nu Vesthimmerlands og Skive kommuner. Den gamle færge Hvalpsund fra 1927 nåede at have 50 års jubilæum og havde sin sidste sejltur 4. september 1980, inden den blev solgt til Caribien. Den blev afløst af en færge fra Sallingsund-overfarten (Pinen og Plagen), der også fik navnet Hvalpsund. 22. marts 2006 blev den nuværende færge Mary indsat.